# Laura Knöll
Laura Knöll (* 2. Oktober 1991 in Gelnhausen) ist eine deutsche Sportjournalistin und Fernsehmoderatorin.

## Leben und Karriere
Knöll absolvierte ihr Abitur im Jahr 2011. Im Anschluss nahm sie ein Studium in Sportwissenschaften auf, welches sie erfolgreich beendete. Seit ihrem Abschluss arbeitete sie bei verschiedenen Fernsehsendern als Redakteurin.
Seit 2018 arbeitet sie für den Kindersender KiKA, wo sie von 2018 bis 2022 die Sendung Die Sportmacher moderierte. Seit 2021 moderierte Knöll die Kinderspielshow Krass nass! Die Tigerenten Club Sommerspiele an der Seite von Johannes Zenglein. Seit Juni 2022 moderiert sie den Tigerenten Club, ebenfalls an der Seite von Johannes Zenglein.

## Fernsehauftritte
- 2018–2022: Die Sportmacher (Moderation, ZDF/KiKA)
- 2019: Gastauftritt bei 1, 2 oder 3 (ZDF/KiKA)
- 2019, 2020, 2021: Gastauftritt beim Tigerenten Club (SWR/KiKA)
- seit 2021: Moderation Krass nass! Die Tigerenten Club Sommerspiele (KiKA)
- seit 2022: Moderation Tigerenten Club (SWR/KiKA)